# Jorge Lozano Hernández
Jorge Lozano Hernández (El Paso, La Palma, 1951-Madrid, 22 de marzo de 2021) fue un profesor de periodismo, catedrático de universidad en teoría de la información por la Universidad Complutense de Madrid y uno de los mayores expertos en semiótica de España. Ejerció asimismo como director del Grupo de Estudios de Semiótica de la Cultura, secretario de redacción de Revista de Occidente y director de la Academia de Roma. En su carrera profesional estuvo vinculado a Umberto Eco.

## Obras

### Libros
- Documentos del presente: una mirada semiótica (2019)
- El discurso histórico (1994)
- Análisis del discurso (2004)
- Persuasión. Estrategias del creer (2012)
- Moda, el poder de las apariencias (2015)
- Secretos en red (2014)